# Круценішкі
Круценішкі (пол. Krucieniszki) — село в Польщі, у гміні Краснополь Сейненського повіту Підляського воєводства.
Населення — 35 осіб (2011).
У 1975—1998 роках село належало до Сувальського воєводства.

## Демографія
Демографічна структура станом на 31 березня 2011 року:
|          | Загалом | Допрацездатний вік | Працездатний вік | Постпрацездатний вік |
| -------- | ------- | ------------------ | ---------------- | -------------------- |
| Чоловіки | 22      | 8                  | 11               | 3                    |
| Жінки    | 13      | 4                  | 5                | 4                    |
| Разом    | 35      | 12                 | 16               | 7                    |